# Pseudanaesthetis densepunctata
Pseudanaesthetis densepunctata là một loài bọ cánh cứng trong họ Cerambycidae.